# Fernando Savater
Fernando Fernández-Savater Martín (* 21. červen 1947, San Sebastián) je španělský filozof, esejista a politik.

## Život
Byl profesorem etiky na baskické národní univerzitě Euskal Herriko Unibertsitatea, nyní je profesorem filozofie na madridské Universidad Complutense de Madrid. Patří k nejznámějším španělským filozofům, ve svých textech se nevyhýbá populárním tématům jako je film či kritika politiky. Je též politickým aktivistou, vystupuje proti baskickému terorismu a nacionalismu, založil i vlastní politickou stranu Unión, progreso y democracia. Ve filozofii vystupuje na obranu osvícenství a jeho hodnot, hlásí se též k odkazu Hannah Arendtové. Je zakladatelem časopisu Claves de Razón Práctica.
Roku 2008 ho časopis Foreign Policy označil za 54. nejvlivnějšího intelektuála světa.